# Voluntary Export Restraint
Voluntary Export Restraint (VER), pol. dobrowolne ograniczenie eksportu – rządowe ograniczenie ilości towarów, które mogą zostać wyeksportowane z danego państwa w określonym okresie. Często nazwę te zapisuje się następująco: „voluntary” export restraint, ponieważ słowo „dobrowolny” nie oznacza, że zastosowano takie ograniczenie bez przyczyny, ale iż jest ono nałożone z powodu natarczywości towaru bądź chęci sprowadzania zbyt dużych ilości danego dobra przez kraje importujące. Jest to zatem bez wątpienia metoda na ograniczanie wymiany handlowej między państwami a także na wyrównanie ilości towarów i ich dostępności na ich rynkach. VER-y są również nakładane na prośbę krajów-importerów, składaną w ramach działań protekcjonistycznych. Często także państwo tworzy VER-y, gdyż lepiej jest nałożyć własne ograniczenia niż ryzykować, że jego partner handlowy zrobi to jako pierwszy. 

## Początki
Pierwsze VER-y pojawiły się w latach 60. XX w., a największy rozwój przeżyły w latach 70. i 80. Zostały zastosowane, ponieważ import towarów przemysłowych, takich jak: stal oraz samochody, statki, itp., z Japonii i krajów nowo uprzemysłowionych stale wzrastał. Także wywóz z innych krajów rozwijających się (np. tekstyliów) i licznych dóbr z Europy przyczynił się do ich zastosowania. W wyniku dużego napływu towarów zagranicznych rozpoczęły się naciski rodzimych producentów, aby rząd skuteczniej chronił ich przed miażdżącą konkurencją owych wyrobów. Dobrym rozwiązaniem okazały się VER-y. 

## Przykład: USA i Japonia
Najciekawszym przykładem na zastosowanie omawianych ograniczeń jest VER nałożony przez Japonię na liczbę samochodów eksportowanych do USA w latach 80. Spowodowało to, iż rynek i przemysł amerykański były chronione przed napływem zagranicznej konkurencji. Dało to możliwość rozwoju własnego przemysłu. 
W wyniku umowy o dobrowolnym ograniczeniu eksportu zawartej w 1981 rząd Japonii wymógł na swych producentach ograniczenie wywozu i w latach 1981-1984 uległ on spadkowi. Zgodnie z mechanizmem działania dobrowolnych ograniczeń eksportu japońskie samochody sprzedawane na rynku amerykańskim stały się droższe. Japończycy rozpoczęli wówczas realizację strategii marketingowej polegającej na wchodzeniu na rynek droższych klas samochodów, przygotowując niektóre modele specjalnie na rynek amerykański (Lexus). Wszystko to sprawiło, że mimo ilościowego ograniczenia eksportu, japońskie firmy samochodowe odnotowały rekordowe zyski ze sprzedaży na rynku amerykańskim.

## Polska a EU
Polska także podpisywała porozumienia o dobrowolnym ograniczeniu eksportu. W stosunkach z UE dotyczyły one wyrobów stalowych, tekstyliów i odzieży, owoców miękkich, owiec i kóz oraz mięsa baraniego i koziego, bydła opasowego, obuwia oraz kalmarów. W dziedzinie wyrobów tekstylnych i odzieżowych Polska przyjęła też takie zobowiązania w handlu ze Stanami Zjednoczonymi.

## Dlaczego eksporterzy godzą się na VER-y?
Istnieje wiele przyczyn, dla których kraje-eksporterzy chcą zastosować VER-y, są to: 
1. Interesy polityczne
 Jako przykład mogą tu posłużyć Stany Zjednoczone, które są gwarantem niepodległości niektórych krajów eksportujących na rynki amerykańskie - np. nieuznawanego przez większość świata Tajwanu, zagrożonej agresją sąsiada Korei Południowej czy Japonii.
2. Długotrwały interes gospodarczy
 Niektóre kraje godzą się na tego rodzaju ograniczenia, dostrzegając w tym swój długokresowy interes gospodarczy - liczą np. na poparcie Stanów Zjednoczonych czy krajów Unii Europejskiej przy uzyskiwaniu pomocy z MFW i Banku Światowego czy w rokowaniach na temat redukcji zadłużenia lub też kontynuację inwestycji bezpośrednich.
3. Zapobieganie pogarszaniu się sytuacji partnera będącego kluczowym rynkiem zbytu
4. Usankcjonowanie swojej obecności na danym rynku
5. Unikanie bardziej dotkliwych metod
 Uniknięcie niedogodności związanych z wystawieniem na działanie innych narzędzi polityki handlowej, jak chociażby: koszty barier celnych czy kontrola i uciążliwa procedura antydumpingowa.
6. Możliwość uzyskania lepszej ceny

## VER a WTO
Rezultatem zakończonej w roku 1994 Rundy Urugwajskiej zapoczątkowanej przez GATT członkowie Światowej Organizacji Handlu zgodzili się na to, żeby nakładanie VER-ów zostało zawieszone. Ponadto w wyniku owych porozumień, stały wzrost ilości i skali tego rodzaju porozumień nie tylko został zahamowany, lecz od 1995 nie można już zawierać nowych tego typu umów, a istniejące powinny zostać rozwiązane. Każde państwo importujące ma jednak prawo do ubiegania się o nałożenie VER-u dla jednego sektora.